# Lok Sabha
El Lok Sabha (literalmente La casa del pueblo) es la cámara baja del Parlamento de la India, el cual es bicameral, con la cámara alta siendo la Rajya Sabha. Sus miembros son representantes directos del pueblo indio, habiendo sido elegidos mediante el voto de sus electores, formado por ciudadanos adultos con derecho a voto. Este órgano se reúne en las Cámaras del Lok Sabha del Sansad Bhawan en Nueva Delhi. 
El tamaño máximo de la cámara está estipulado en 552 miembros según la Constitución de la India, formado por más de 530 miembros que representan a cada uno de los estados de la India, más 20 miembros que representan a la gente del conjunto de la Unión de territorios indios, y 2 miembros escogidos por el Presidente de la India para representar a la comunidad anglo-india si, según su criterio, ésta no tiene una representación suficientemente adecuada en la Cámara. Algunos escaños están reservados a determinadas castas y tribus.
La legislatura del Lok Sabha tiene un término de 5 años, tras los cuales es disuelta automáticamente a no ser que haya un estado de emergencia que justifique un año más de duración. Sin embargo, el Presidente también puede disolver el Lok Sabha, con el asesoramiento del Consejo de Ministros. Las últimas elecciones generales indias (las decimosextas de la historia del Lok Sabha) fueron en abril y mayo de 2014.
El congresista que más tiempo ha permanecido en el Lok Sabha es Shri Ashoke Kumar Sen, un ministro que ha estado durante 8 legislaturas bajo las órdenes de diversos dirigentes incluyendo a Nehru e Indira Gandhi.

## Requerimiento para llegar a ser miembro
Para ser miembro del Lok Sabha, se debe ser ciudadano de la India y mayor de 25 años. La persona debe estar mentalmente capacitada y no estar arruinada. También debe presentar un documento conforme carece de antecedentes penales. Algunos escaños están reservados a determinadas castas o tribus.

## Composición del Lok Sabha
Los miembros del Lok Sabha eligen a un Portavoz, o Presidente de la Cámara, el cual será responsable de velar por el orden en la sala, y un Portavoz de los Diputados que suplirá al Presidente de la Cámara en su ausencia.
Los miembros del Lok Sabha se distribuyen entre los diferentes estados y territorios de la unión de cara a asegurar una representatividad de toda la población de los estados de la Unión. La distribución de los miembros es la siguiente: (545 miembros: 543 electos y 2 nominados)
Estados: 
1. Andhra Pradesh - 42
2. Arunachal Pradesh - 2
3. Assam - 14
4. Bihar - 40
5. Chhattisgarh - 11
6. Goa - 2
7. Guyarat - 26
8. Haryana - 10
9. Himachal Pradesh - 4
10. Jammu y Cachemira - 6
11. Jharkhand - 14
12. Karnataka - 28
13. Kerala - 20
14. Madhya Pradesh - 29
15. Maharashtra - 48
16. Manipur - 2
17. Meghalaya - 2
18. Mizoram - 1
19. Nagaland - 1
20. Orissa - 21
21. Punjab - 13
22. Rajasthan - 25
23. Sikkim - 1
24. Tamil Nadu - 39
25. Tripura - 2
26. Uttar Pradesh - 80
27. Uttaranchal - 5
28. Bengala Occidental - 42

Territorios de la Unión
1. Islas Andamán y Nicobar - 1
2. Chandigarh - 1
3. Dadra y Nagar Haveli - 1
4. Damán y Diu - 1
5. Delhi - 7
6. Laquedivas - 1
7. Pondicherry - 1

Miembros Nominados
1. Anglo-Indios - 2

Total miembros - 545
El horario en jornada laboral de las asambleas del Lok Sabha va desde las 11 a las 13 horas, y desde las 14 a las 18. La primera hora de cada sesión se denomina Question Hour, durante la cual los diferentes miembros de la Cámara pueden hacer preguntas a los Ministros del Gobierno, de cara a ser respondidos días después en una fecha fijada.
El Lok Sabha comparte el poder legislativo con el Rajya Sabha, excepto en el tema de los presupuestos, en el cual el Lok Sabha es la autoridad máxima. Si se da un conflicto en temas legislativos entre las dos cámaras, se realiza una sesión conjunta para solucionar las diferencias. En esta sesión, los miembros del Lok Sabha normalmente prevalecen, ya que el Lok Sabha tiene más del doble de miembros que el Rajya Sabha.